# M (Marvel Comics)
M, il cui vero nome è Monet Yvette Clarisse Maria Therese St. Croix, è un personaggio dei fumetti creato da Scott Lobdell (testi) e Joe Madureira, pubblicato dalla Marvel Comics. Apparsa per la prima volta come Monet sulle pagine di Uncanny X-Men n. 316 (settembre 1994) e come Penance I su Generation X n. 1 (novembre 1994), è un'aristocratica mutante algerina, membro dell'agenzia X-Factor Investigations.

## Biografia del personaggio

### Origini
Nata a Sarajevo, in Bosnia, Monet è la prima dei quattro figli dell'ambasciatore Cartier St. Croix. Dopo la misteriosa morte della madre avvenne la scomparsa del fratello Marius, in seguito conosciuto con il nome di Emplate, che tornato dopo aver acquisito arcani poteri propose alla sorella di unirsi a lui al fine di ottenere il controllo di un'altra dimensione. Dopo aver rifiutato, Monet venne trasformata per punizione in Penance, creatura dell'epidermide rossa e sensibilissima; attirate dalle grida della sorella, Nicole e Claudette non vedendola più bandirono Emplate in un'altra dimensione. Cosciente che l'unico modo per riprendere il proprio aspetto era stare vicino al fratello, Monet lo seguì. Spaventate dalla reazione del padre alla perdita di un altro figlio, le gemelle combinarono i propri corpi per creare un clone di Monet. Tuttavia l'autismo di Claudette fece sì che il clone rimanesse in uno stato di perenne stupore. Mentre impersonavano la sorella, le gemelle furono rapite dagli alieni Phalanx, che di lì a poco avrebbero cominciato l'invasione del pianeta.

### Generation X
Sconfitti i Phalanx insieme agli altri prigionieri, le gemelle riuscirono a fuggire grazie all'aiuto di Banshee ed Emma Frost che in seguito formarono il gruppo mutante Generation X. In questo periodo, la vera Monet riuscì a fuggire dalla dimensione dove aveva seguito il fratello e ne era diventata la fonte primaria di sostentamento, tornando sulla Terra. Fu il teleporta australiano Gateway, che stava istruendo le gemelle, a ritrovare il corpo di Monet/Penance e a portarla alla Massachusetts Academy sede di Generation X. Dopo un primo momento in cui si mostrò violenta verso tutti, accettò di unirsi al team. Mesi dopo l'arrivo di Penance, Emplate giunse alla sede di Generation X, reclamando la sua "carne"; privato della sua fonte primaria di sostentamento (midollo spinale mutante) fu infine ucciso dai membri del gruppo e da Alfiere, accorso in loro aiuto.

### Riunioni di famiglia
In seguito, si scoprì casualmente che la Monet/Penance soccorsa da Gateway, non era altro che il clone generato dai corpi delle gemelle; ciò avvenne durante uno scontro con le Sentinelle Omega quando le crollò crollò addosso un muro, e sotto i calcinacci il suo compagno di squadra Synch ritrovò le gemelle svenute. Il segreto della vera ubicazione di Monet rimase tale ancora per qualche tempo poiché le condizioni di salute delle gemelle si aggravarono tanto da farle entrare in coma. Dopo il ritorno dalla tomba di Emplate, le due si combinarono con lui creando la creatura M-Plate e quando si separarono seppero che cosa il fratello ne avesse fatto di Monet. Tuttavia mantennero il segreto fino a quando Synch si infiltrò nel legame telepatico delle gemelle, costringendo Nicole a parlare. Dopo il racconto, le gemelle si combinarono nel clone di M e poi si combinarono ancora con Emplate. Il processo liberò la vera Monet, intrappolando le gemelle nel corpo mutato del fratello. Traumatizzata dai suoi trascorsi Monet, ora conosciuta solo con l'iniziale M, divenne scontrosa, irascibile e acida verso tutti i suoi compagni di squadra per nascondere la propria paura e insicurezza. In questo periodo cominciò un'aspra rivalità fra lei e la compagna di squadra Jubilee, intensificatasi quando M cominciò una relazione con Synch.
Durante il ballo scolastico, Jubilee fece esplodere Emplate e liberò le gemelle dal corpo di Emplate.

### Accademie e collegi
Saputo del ritorno delle gemelle, Cartier St. Croix decise di andare a far visita ai suoi figli. Ascoltate le scuse di Marius per ciò che aveva fatto e il male che aveva causato, il padre decise di perdonarlo tuttavia, l'ammisione di colpa per la morte della madre fece infuriare Monet. Scosso dai recenti avvenimenti tanto quanto i figli, Cartier decise di far cambiare scuola a Monet che fu iscritta ad un esclusivo collegio privato fra le Alpi svizzere. Una volta lì, scoprì che il direttore non era altri che un vampiro, responsabile di alcune misteriose morti. Sconfittolo e bruciato la scuola, Monet decise di ritornare alla Massachusetts Academy. Ripreso a frequentare Synch, i due divennero sempre più vicini fino a quando il ragazzo non sacrificò la propria vita per proteggere gli altri da una bomba piazzata nella scuola da Adrienne, sorella di Emma Frost. Dopo l'omicidio perpetrato da Emma e la ricaduta nell'alcolismo di Banshee in seguito alla morte di Moira MacTaggert, gli studenti decisero di sciogliere il team e abbandonare la scuola.
Spostatasi a Parigi, militò negli X-Corps insieme ad Husk e Jubilee in modo da controllare l'ormai sbandato Banshee. Smantellata l'organizzazione in seguito alle azioni di Mystica e Mastermind, M venne trasferita alla X-Corporation di proprietà di Xavier. Insieme a Cannonball, Uomo Multiplo e Siryn, sconfisse Arma XII ed aiutò gli X-Men a combattere Black Tom ed il Fenomeno.

### X-Factor Investigations
In seguito agli eventi di House of M Monet, apparsa anche sulla copertina di Vanity Fair, decise di unirsi all'agenzia investigativa mutante X-Factor, guidata da Uomo Multiplo. Dopo aver completato la sua prima missione consistente nell'arresto del famoso attore Jack Vaughn per l'omicidio della sorella di Gloria Santiago, scoppiò a piangere sulla spalla di Madrox, minacciando di ucciderlo se avesse rivelato ad altri questo suo momento di debolezza. Più tardi, ad una seduta psicoanalitica con il dottor Leonard Samson, Monet rivelò di nascondere tutte le sue insicurezze e paure dietro l'immagine da dura di M. A seguito del rifiuto di X-Factor di sottomettersi all'Atto di Registrazione dei Superumani, Monet condivise una breve relazione con Madrox, che finì bruscamente a causa dell'insicurezza dell'uomo sull'essere stato lui o uno dei suoi doppi ad essere andato a letto con lei, mentre un altro doppio o forse sempre lui era andato a letto la stessa sera con Siryn. Dopo un iniziale silenzio, le due donne, minacciate da Layla, partirono alla volta di Parigi per fare un po' di shopping e riappacificarsi. Lì incontrarono un gruppo anti-mutanti che cercava di bruciare un edificio con all'interno ex-mutanti. Le due tentarono di fermarli e quando la polizia arrivò si fecero arrestare come disturbatrici della quiete pubblica per non creare un incidente diplomatico. In prigione incontrarono il capo della protesta che affermava di essere ritornato sul luogo del crimine e di aver bruciato l'edificio. Dopo aver rotto una delle sbarre della cella e avergliela lanciata contro, M lo crocifisse ad una parete. Insieme a Siryn tornò sul luogo dell'incendio e raccolta l'orfana dei mutanti bruciati vivi, risalì sull'aereo che le aveva portate in Francia e fece ritorno negli USA portandosi dietro la ragazzina, che altri non era se non un cyborg costruito dall'Isolazionista Josef Huber con il solo scopo di mettere fuori gioco Layla. Tornata da una missione con Siryn, soccorse Rictor appena prima che venisse schiacciato da un'auto, gettatagli contro da Huber.
Durante Messiah Complex, M riveste un ruolo secondario. Viene mostrata nell'atto di consolare Warpath per la perdita dell'amico Calibano e partecipa alla battaglia finale sull'Isola Muir.

### Divisi resistiamo
Venuta a conoscenza della partenza di Rahne le chiede di mantenere i contatti e viene a sapere da Siryn che è incinta; come sua nuova "migliore amica" le consiglia di abortire poco prima che l'intera Mutant Town venga trasformata nel letale luna park di Arcade. Soccorso nuovamente Rictor e aiutato lo scombero dell'intero quartiere, dopo aver rifiutato assieme all'intero gruppo, la proposta di Valerie Cooper di lavorare per O*N*E, Madrox fa esplodere la sede di X-Factor solo per trasferirla a Detroit, Michigan.

### Secret Invasion
Quando X-Factor viene ingaggiata dal padre di Darwin per rintracciare il figlio, Monet, Guido e Jamie si mettono sulle sue tracce solo per essere ostacolati da She-Hulk e Jazinda. Le due annunciano di essere alla ricerca di un particolare Skrull che credono si trovi a Detroit e senza tanti preamboli She-Hulk ingaggia battaglia con M, mentre Jazinda insegue l'alieno che ha preso le sembianze di Longshot e che cerca di convincere Darwin a passare dalla sua parte. Dopo uno scontro tra X-Factor, She-Hulk e lo Skrull, si riesce a catturare l'alieno che viene portato via dalla città. Svanito il pericolo, Darwin chiede a Monet di firmargli un autografo non nascondendo l'attrazione che prova nei suoi confronti.

### Jean Grey School
Monet si unirà alla Jean Grey School, dove, pur non insegnando, sarà di grande aiuto durante la battaglia con il virus Arkea.

## Poteri e abilità
La mutazione di Monet la rende "super" in tutti gli aspetti della natura umana, garantendole forza, resistenza ed agilità senza pari. Oltre a ciò tutti i suoi sensi vengono potenziati mettendole a disposizione una vista telescopica e notturna ed un udito finissimo. Possiede anche una memoria perfetta ed una limitata telepatia. Come Wolverine ed Hulk ha accesso ad un portentoso e veloce fattore di guarigione che la rende quasi immune a veleni, tossine e droghe. La mutazione le consente, inoltre, di volare ad elevate velocità, di percepire l'aura mutante nelle immediate vicinanze e di combinare il proprio corpo con quello dei parenti per dare vita a nuovi individui con poteri diversi in base alle combinazioni.
Monet è un'ottima combattente corpo-a-corpo e possiede un altissimo quoziente intellettivo, non si sa se dovuto alla sua mutazione o a doti naturali.

## Altre versioni

### Era di Apocalisse
Conosciuta qui, come Know-It-All, mente del gruppo Generation NeXt, dopo essersi combinata con un computer. Il suo scopo è quello di infiltrarsi nel database di Apocalisse e scaricarne tutti i piani per permettere al gruppo di sconfiggerlo. Anche le gemelle fanno parte di questa continuity, insieme a Marius, loro fratello, sono parte della Elite Mutant Force di Apocalisse.

### X-Men: The End
In questo futuro alternativo, Monet è parte del gruppo mutante X.S.E, avente lo scopo di sconfiggere Sinistro.

## Altri media

### Televisione
Nella versione televisiva di Generation X, trasmessa solamente in America, M è interpretata da Amarilis Savón, ed appare senza i suoi poteri psichici ma solamente con quelli fisici.